# Country Club of Buffalo
De Country Club of Buffalo is een countryclub in de Verenigde Staten. De club werd opgericht in 1889 en bevindt zich in Buffalo, New York. De club beschikt over een 18-holes golfbaan en werd ontworpen door de golfbaanarchitect Donald Ross.

## Golf
In 1902 bouwden de clubleden een golfbaan, dat een decennia later grondig gerenoveerd werd door Walter J. Travis om een golftoernooi te kunnen ontvangen. Een jaar later, in 1912, ontving de club het US Open.
In 1926 wierf de club golfbaanarchitect Donald Ross aan om de golfbaan volledig te vernieuwen en werd in die jaar geopend voor de golfers. In 1931 ontving de club het US Women's Amateur en werd gespeeld op hun nieuwe golfbaan. In 1950 ontving de club de Curtis Cup waar de Amerikaanse vrouwen wonnen van de Britten.
Voor het golftoernooi is de lengte van de baan 5892 m met een par van 70. De course rating is 71,8 en de slope rating is 127.
Toernooien
- US Open: 1912
- US Women's Amateur: 1931
- Curtis Cup: 1950

## Trivia
- Naast een golfbaan beschikt de club ook over tennisbanen.[4]